# She’s Got You High
«She’s Got You High» — третий сингл британской инди-рок-группы Mumm-Ra с её дебютного альбома These Things Move in Threes. Последний сингл к альбому, «She’s Got You High» был выпущен лейблом Columbia Records 14 мая 2007 года компакт-дисках и в двух частях на 7-дюймовых виниловых пластинках. В разных версиях сингла «She’s Got You High» имеются не попавшие на These Things Move in Threes песни: в издании на компакт-дисках это треки «Indiscrete» и «Song E», а gatefold-издание на пластинках в голубой обложке включает в себя акустическую версию песни «There She Is», которая присутствует на мини-альбоме Black Hurts Day and the Night Rolls On.
Сингл занял 41 место в британском хит-параде UK Singles Chart (на одну позицию ниже предыдущего сингла группы).
Версия сингла на дисках включает в себя видеоклип на песню «She’s Got You High», снятый Ричем Ли (англ. Rich Lee) Сама песня «She’s Got You High» была использована в саундтреках к фильмам «Ангус, стринги и поцелуи взасос» и «500 дней лета», а также в эпизоде «Girlfriend» британского телесериала «Переростки».

## Списки композиций
CD-издание — 9:35
1. «She’s Got You High» (3:04)
2. «Indiscrete» (2:49)
3. «Song E» (3:42)
Видеоклип: «She’s Got You High»
7-дюймовая пластинка, часть 1 (gatefold) — 5:42
1. «She’s Got You High» (3:04)
2. «There She Is» (акустическая версия) (02:38)

7-дюймовая пластинка, часть 2
1. «She’s Got You High»
2. «Out of the Question» (live NME Awards Indie Rock Tour)

## Участники записи
«She’s Got You High»
- Записана: Olympic Studios (Лондон);
- Мастеринг — Джордж Марино (Sterling Sound, Нью-Йорк);
- Микширование — Цензо Тоуншенд;
- Продюсер — Mumm-Ra.

«Indiscrete»
- Записана: Britannia Row Studios (Лондон);
- Звукорежиссёр — Том Причард;
- Мастеринг — Уолтер Колхо (Masterpiece, Лондон);
- Микширование — Mumm-Ra;
- Продюсер — Mumm-Ra.

«Song E»
- Мастеринг — Уолтер Колхо (Masterpiece, Лондон);
- Микширование — Mumm-Ra;
- Продюсер — Mumm-Ra.

«Out of the Question» (live)
- Записана: NME Awards Indie Rock Tour;
- Звукорежиссёры — Гай Уорт, Саймон Эскью;
- Продюсер — Эндрю Роджерс.

«There She Is» (акустическая версия)
- Записана: Swine Studios (Бексхилл-он-Си);
- Мастеринг — Уолтер Колхо.